# Rhagonycha fulva
Rhagonycha fulva је врста тврдокрилца из породице Cantharidae.

## Опис
Овај инсект је дуг 8-10 mm. Антене су црне, у неким случајевима први сегмент је наранџаст.  Глава и пронотум су оранж и сјајни, а на глави је видљива фина пубесценција. Пронотум се сужава према глави. Покрилца која покривају крила за летење су тамнија, блиставоцрвена и имају црно на крају.

## Распрострањење
Ова врста је веома честа широм Европе, а донета је и у Северну Америку. У Србији се може наћи готово свуда до висинске границе од 1.500 m.

## Животни циклус
Одрасли инсекти се хране биљним вашима, а једу и полен и нектар. Ларве су грабљивице, нападају бескичмењаке који живе на земљи и под њом, као што су пужеви и голаћи. Обично се налазе при дну дугих влати траве. Одрасли инсекти су активни од маја до августа и велики део времена посвећују парењу.

## Галерија
- изглед са стране
- полетање
- сезона парења
- парење на чкаљу
- парење
- на травци
- Напад на гусеницу ноћног лептира Tyria jacobeae
- Напад на гусеницу ноћног лептира Tyria jacobeae